# Muser
MUSER（ミューザー）あるいはmuserは、株式会社BEAMINGが運営する、音楽ライブ・コンサートに特化した配信および視聴を行えるストリーミングサービスである。iOS端末やAndroid端末、PCに対応している。コーポレートビジョンは「音楽を、この国の一番おもしろい遊びにする」。

## 概要
「ライブ×IT」をキーワードに、2018年12月より音楽ライブ体験を拡張するサービスとして提供開始。2019年11月には、他社に先駆けて「有料チケット制」による配信ライブの提供を開始。安定した配信技術や高品質の映像と音は、多くのアーティストや視聴者から高い評価を獲得している。中でも、MUSER独自の「ファン特典付き投げ銭（特許出願済）」は、アーティストにより優れた収益源を、ファンには新しいライブの楽しみ方を提供する機能として、サービスの強みとなっている。
2020年11月には新しい配信視聴画面がローンチされ、それまではなかったSPECIAL YELL（スペシャル・エール）を送るとエフェクトがかかる機能などが利用可能になった。アーティストに向けて送ったYELLが目立つようになり、アーティストへの応援がより伝わりやすい仕様となった。 
2021年1月8日にはサイトがリニューアルし、トップページ含め全体的にデザインが一新されている。 

## 主要機能
- 「配信視聴チケット」を設定し、有料で音楽ライブ・コンサート配信を提供（無料配信も可能）
- 高品質での音、映像の安定した配信
- 配信代行サービスの提供
- サービス内のデジタルマネーYELL（エール）を使ったアーティストへの投げ銭機能
- ライブ中のコメント機能
- 送ったYELLの数（投げ銭）に応じて様々な特典と交換できる「ファン特典付き投げ銭（特許出願済み）」

### ファン特典付き投げ銭（特許出願済み）
MUSERでは500YELL投げ銭するたびに「アーティストカード」とよばれる各アーティスト固有のデジタルカードが手に入り、ファンは集めたカードの枚数に応じて様々な特典と交換することができる。
ファンは「特典の獲得」を目指して投げ銭を行うため、それは実質「物販」ということができる。さらに、既存ECのように購買導線やライブ中の熱量が分断されることがないため、ファンはライブ中の興奮と高揚感を保ったまま「ライブ視聴＋応援（投げ銭）＋物販」をシームレスに行うことができる。 
特典には、ステッカーやオリジナルTシャツなどのいわゆるライブ物販的なものから、メッセージ動画や未発表曲など、出演アーティストによって様々設定されている。これらはMUSERでしか手に入らない特典となっている。 

### YELL（エール）
MUSER内で利用できるデジタルマネーで、YELLをチャージすると「配信チケットの購入」、「アーティストへの投げ銭」、「アーティストカードの購入」に使うことができる。YELLのチャージは100YELL（100円+税）からすることが可能。 
SPECIAL YELL（スペシャル・エール）機能を使うと、500YELL、1000YELL、3000YELL、10000YELLと一括でYELLを送ることが可能。SPECIAL YELLを使ってYELLを送ると、配信視聴画面上にエフェクトが発動。他の視聴者にもこのエフェクトは見える仕様となっている。 

### アーティストカード
アーティストごとに発行されるデジタルカードで、ライブ中に500YELL送る（投げ銭）ごとに1枚獲得する仕組み。各特典に設定された必要枚数を集めると、MUSERでしか手に入らない様々な特典と交換できる。特典のための必要枚数はアーティストや特典内容によって異なる。 
また、アーティストカードはMUSERサイト内にある「カードマーケット」とから1枚500YELLで購入することも可能。

### 海外からと海外への配信
MUSERでは海外への配信チケット発券、並びに海外からの視聴が可能で、過去にはNYにあるピアノホールKlavier Hall（クラヴィエ・ホール）から10週に渡って配信したジャズピアノコンサートシリーズ「NYからのラブレター」や、韓国にて行われた、韓国発ボーイズグループ7’O CLOCK（セブンオクロック）の配信ライブを日本独占配信したのみならず、同時に世界中の視聴者へもライブ配信している。海外にファンの多いLOVEBITESのヴォーカルAsamiがソロで行った配信ライブの際は、海外からの視聴者が複数視聴していたことも。 

## MUSER FEST.
2021年9月11日、12日の2日間、完全オンラインの音楽フェス『MUSER FEST.2021 -MUSIC AID-』（以下、『MUSERフェス』）を開催した。国内外24組のアーティストが出演、海外からは伝説的ヒップホップグループ、Run-D.M.C.でMCを務めてきたDMC from RUN DMCを誘致。先端技術を用いたステージを用意して、ハイブリッドな映像体験とともに演出。コロナ禍にもかかわらず、アーティストやスタッフの安全を確保しながら、配信ライブを成功させた（2021年9月18日～25日アーカイブ配信も実施） 

## 出演したことのあるアーティスト
- タケカワユキヒデ
- 丈青（SOIL&”PIMP”SESSIONS）
- 森口博子
- Asami
- ジェイコブ・コーラーwithよみぃ
- 藤岡正明
- 大比良瑞希
- Showmore
- カジヒデキ
- Jazztronic
- D-51
- 黒フェス